# Mercury Zephyr
Der Mercury Zephyr ist ein von 1977 bis 1983 in den USA gebauter zwei-, vier- und fünftüriger Personenkraftwagen, den der Mutterkonzern Ford Motor Company unter der Marke Mercury als Mittelklassemodell angeboten hat. 

## Übersicht
Der Zephyr unterschied sich nur in Details vom Ford Fairmont. Alle Varianten hatten Doppelscheinwerfer. Ab 1981 gab es als Option die Ausstattung GS. Den Zephyr gab es als zwei- und viertürige Limousine, zweitüriges Coupé sowie als fünftürigen Kombi. Das Parallelmodell zum Coupé Ford Fairmont Futura hieß Zephyr Z-7. Wie auch andere Mercury-Kombis wurde die Modellreihe mit einem Villager-Paket angeboten, das unter anderem eine äußere (falsche) Holzverkleidung enthielt. 
Auf einigen europäischen Märkten wie etwa der Schweiz wurde der Zephyr durch die Ford-Werke AG Köln über interessierte Händler als „der wirtschaftliche Amerikaner“ vertrieben, der mit knapp 5 m Länge „fast ein Europäer“ sei. 

## Technik
Als kraftvoll wurde die Motorisierung durch den Sechszylinder-Motor mit 3278 cm3 und einer Leistungsausbeute von 70 kW (95 PS; 94 hp) und der wahlweise erhältliche V8-Motor mit 4117 cm3 (255 in3) und 86 kW (117 PS; 115 hp) angepriesen, was eine Höchstgeschwindigkeit von 154 km/h  (4,1-l: 169 km/h) versprach.
Vom Zephyr wurden insgesamt 499.566 Stück gebaut. Sein Nachfolger war der Mercury Topaz.

Nach der Verwendung durch Mercury wurde der Name Zephyr im Jahr 2006 kurzzeitig von Lincoln wiederverwendet. 

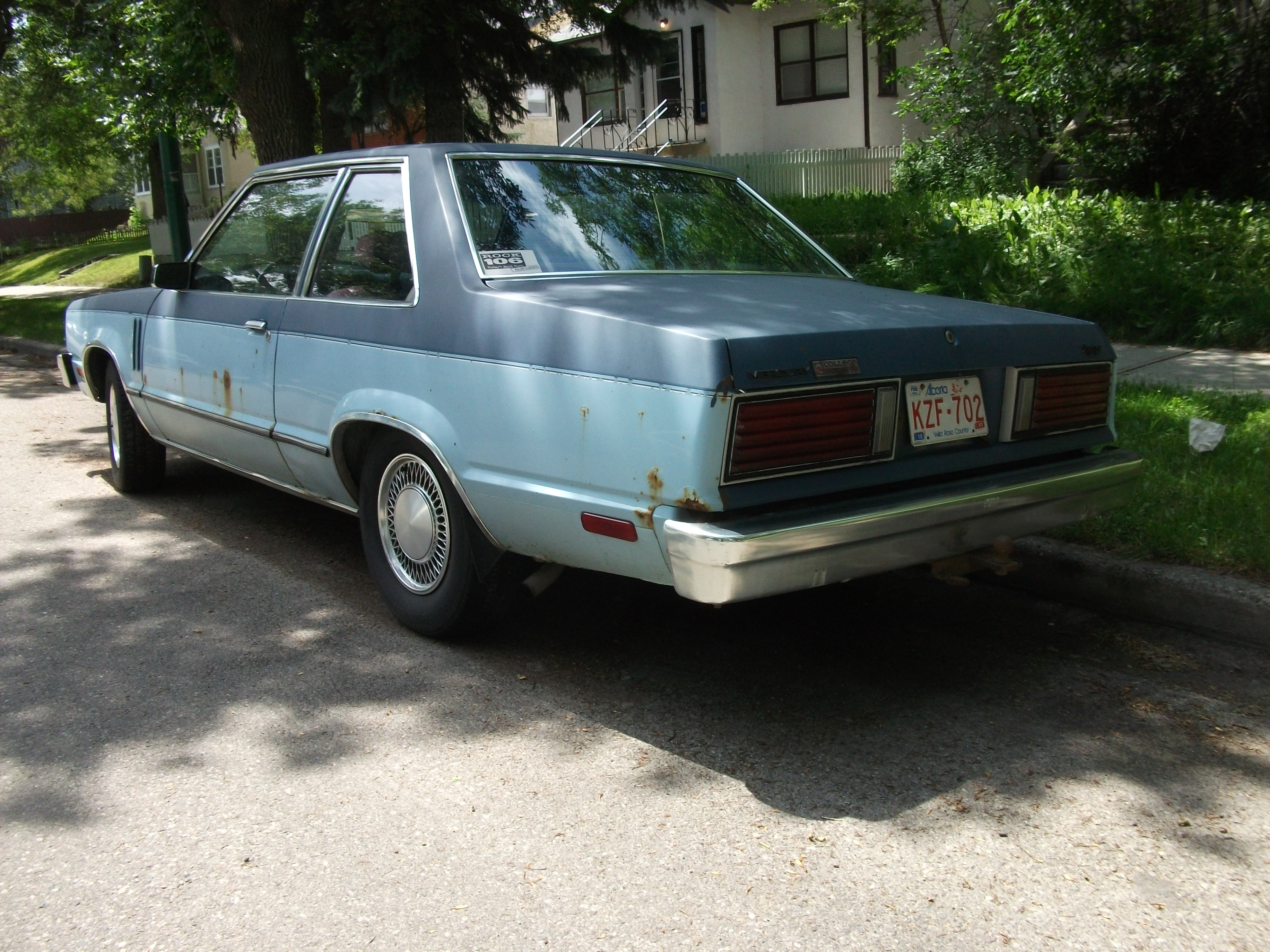
Heckansicht
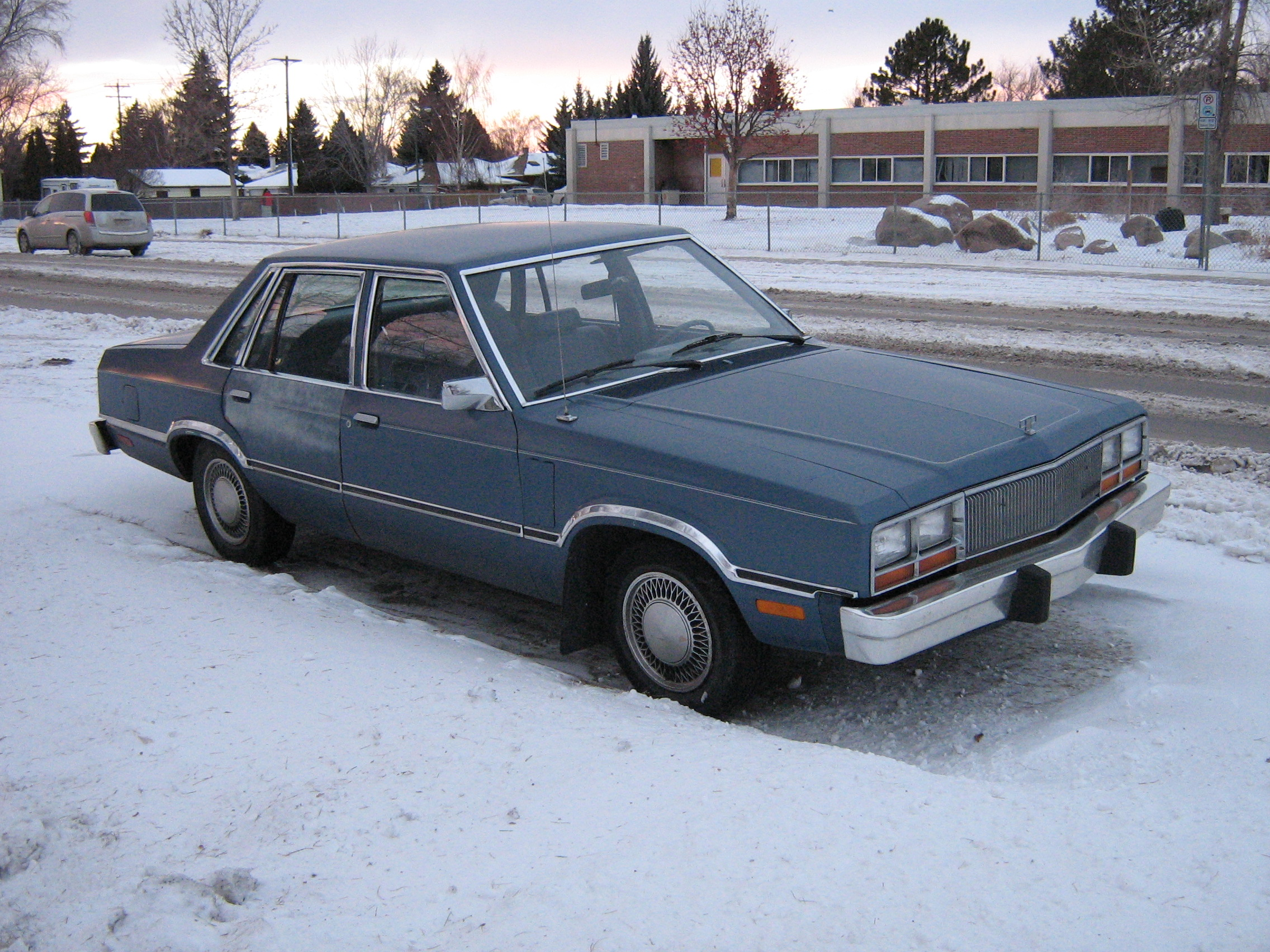
Viertürige Limousine
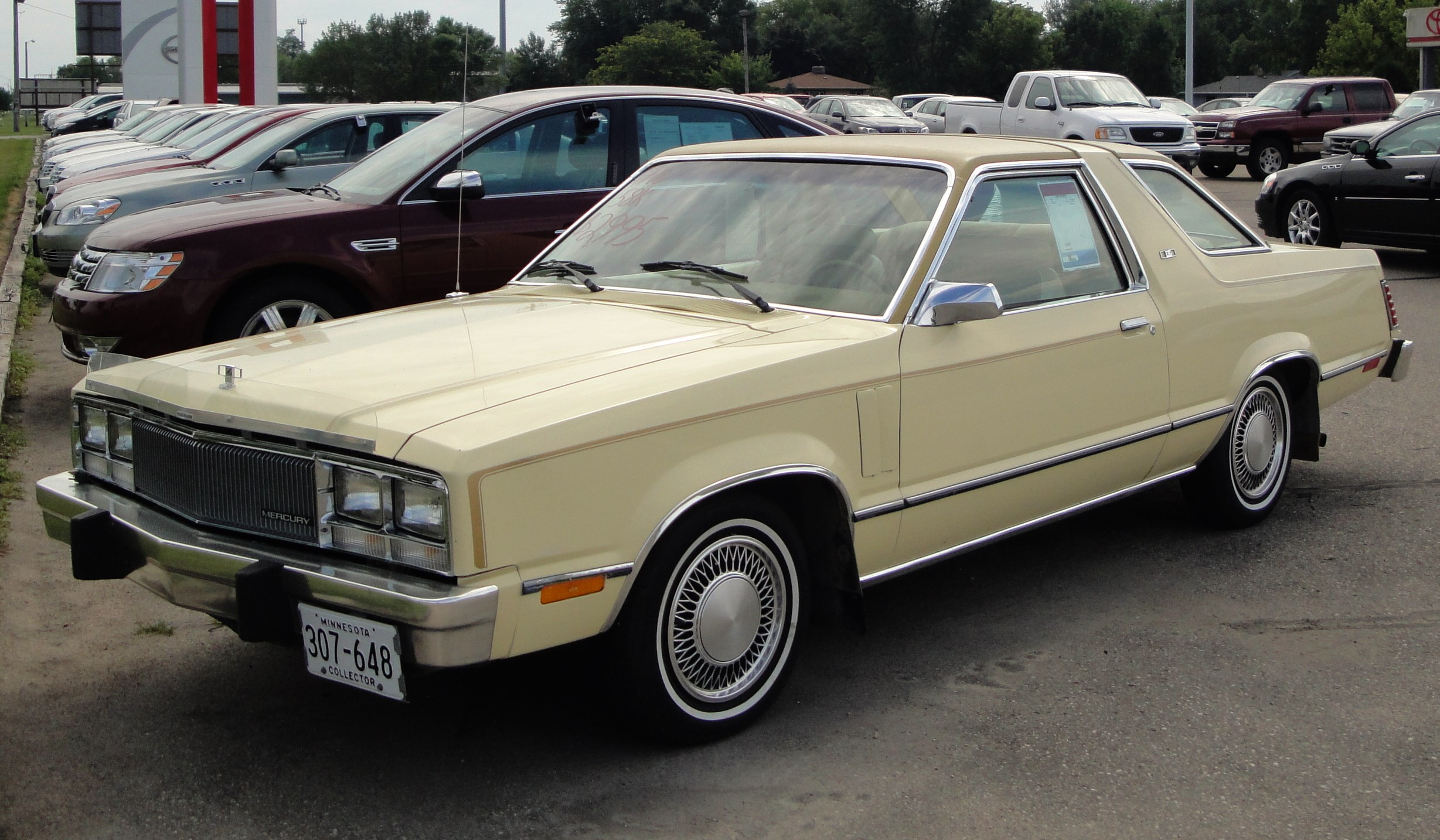
Zephyr Z-7 Coupé
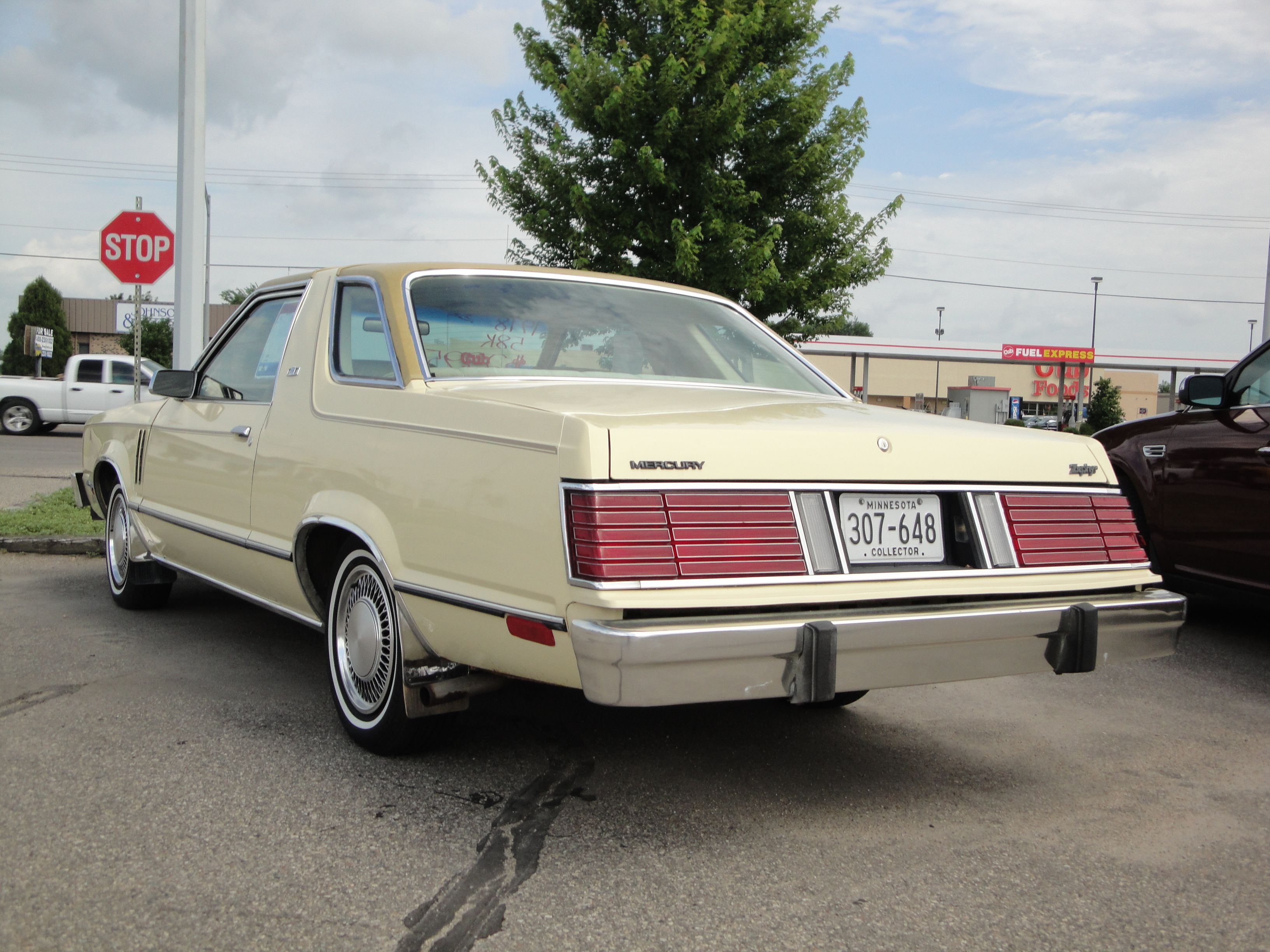
Heckansicht
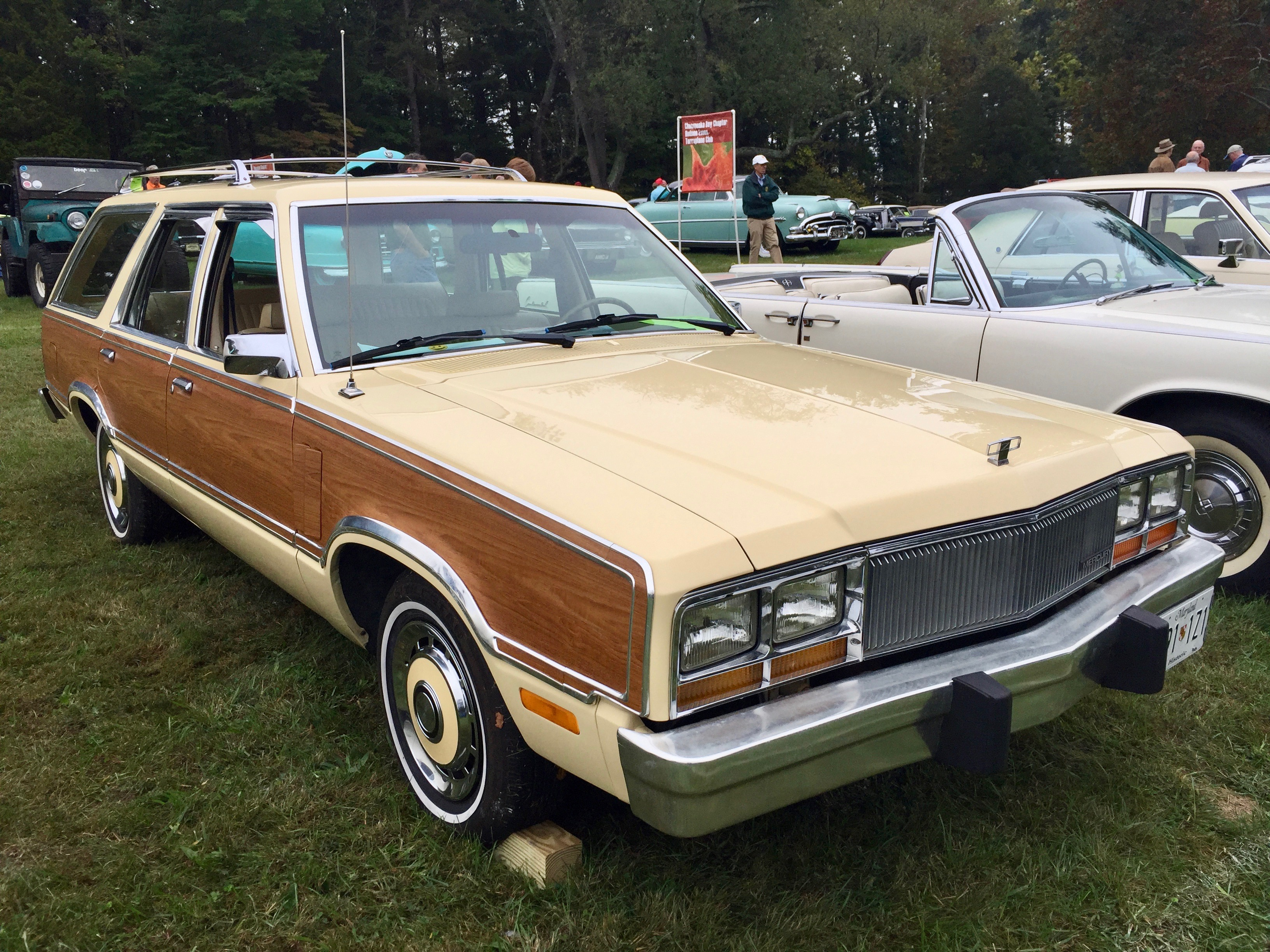
Zephyr Villager
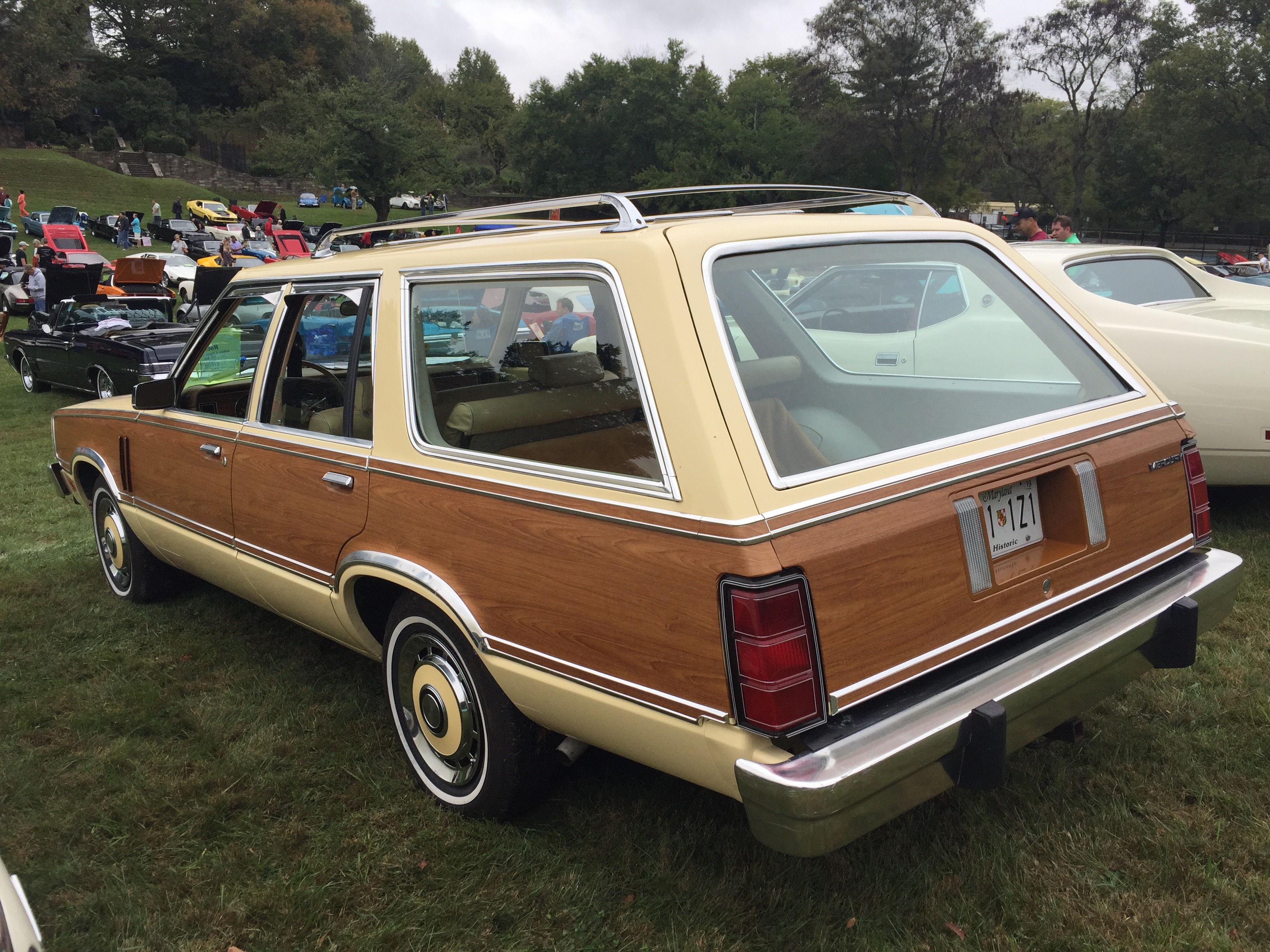
Heckansicht
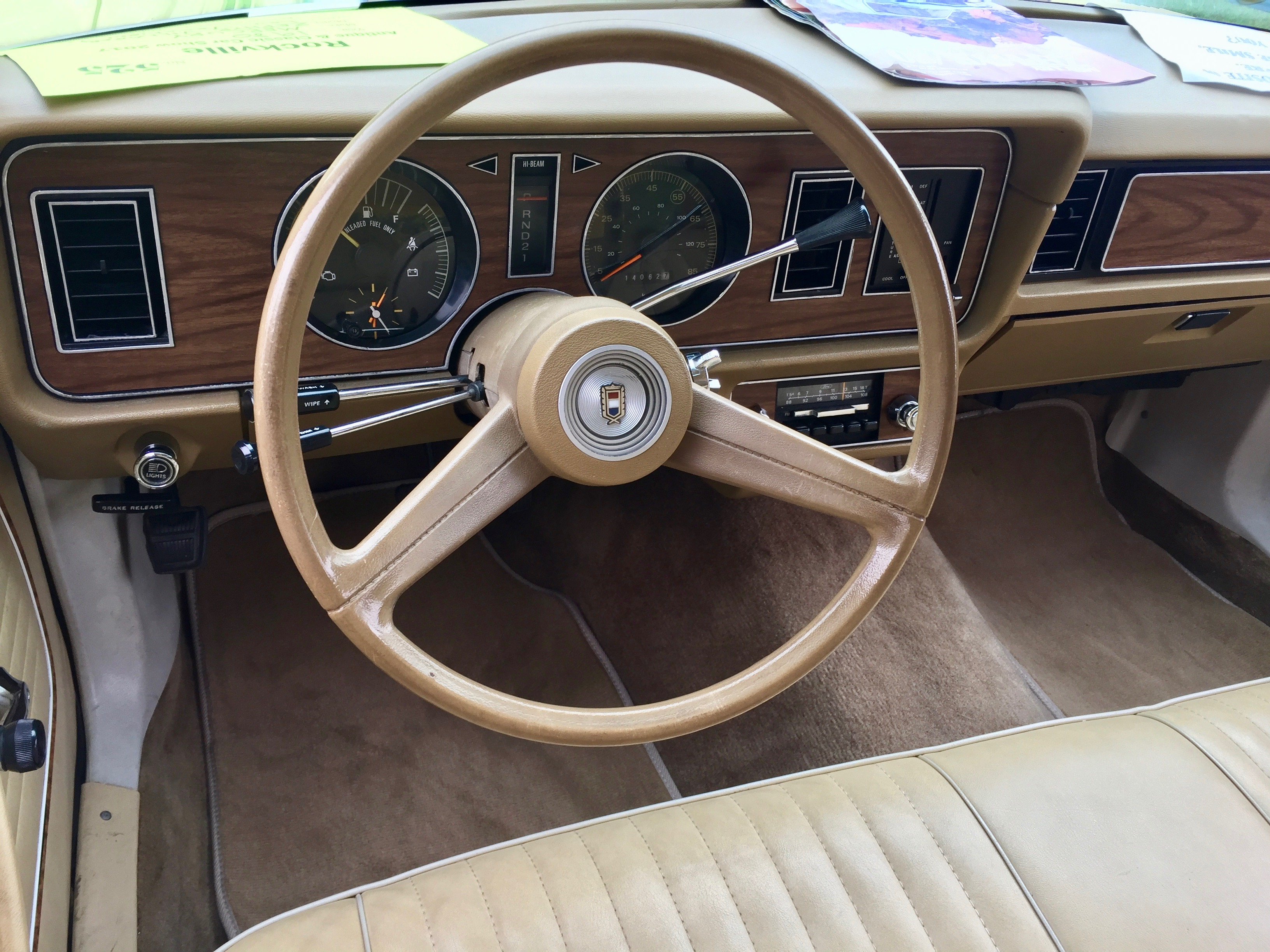
Innenraumansicht